# Phelline dumbeensis
Phelline dumbeensis är en tvåhjärtbladig växtart som beskrevs av André Guillaumin. Phelline dumbeensis ingår i släktet Phelline och familjen Phellinaceae. Inga underarter finns listade i Catalogue of Life.